# Superlove
《Superlove》는 2012년 5월 29일에 발매된 아비치의 노래이다. 로드러너 레코드에 의해 발매되었다.

## 곡 목록
| #  | 제목          | 재생 시간 |
| -- | ------------- | --------- |
| 1. | 〈Superlove〉 | 5:22      |